# 피가차노

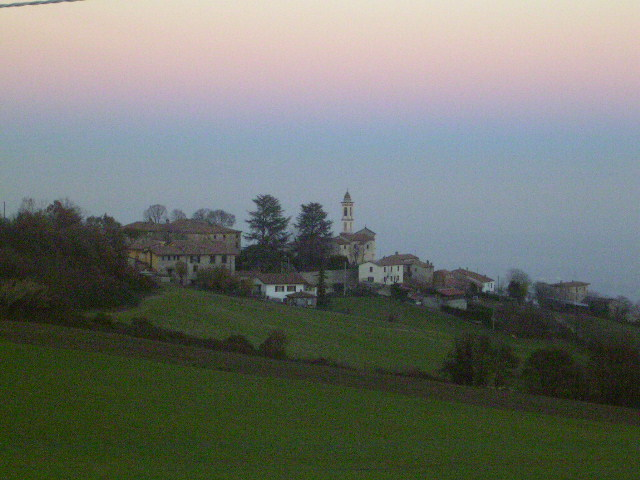

피가차노(Pigazzano)는 이탈리아 에밀리아로마냐주에 위치한 피아첸차도 트라보의 프라치오네이다. 피아첸차에서 남서쪽으로 약 24킬로미터 지점에 위치한다.
트레비아강 계곡과 리버가로 타운 주변의 트라보에서 북쪽으로 8킬로미터 지점의 언덕 위에 위치한다. Boffalora와 Samiago가 밀접해 있다. 오피오라이트가 주변 언덕들을 지배한다.

## 갤러리

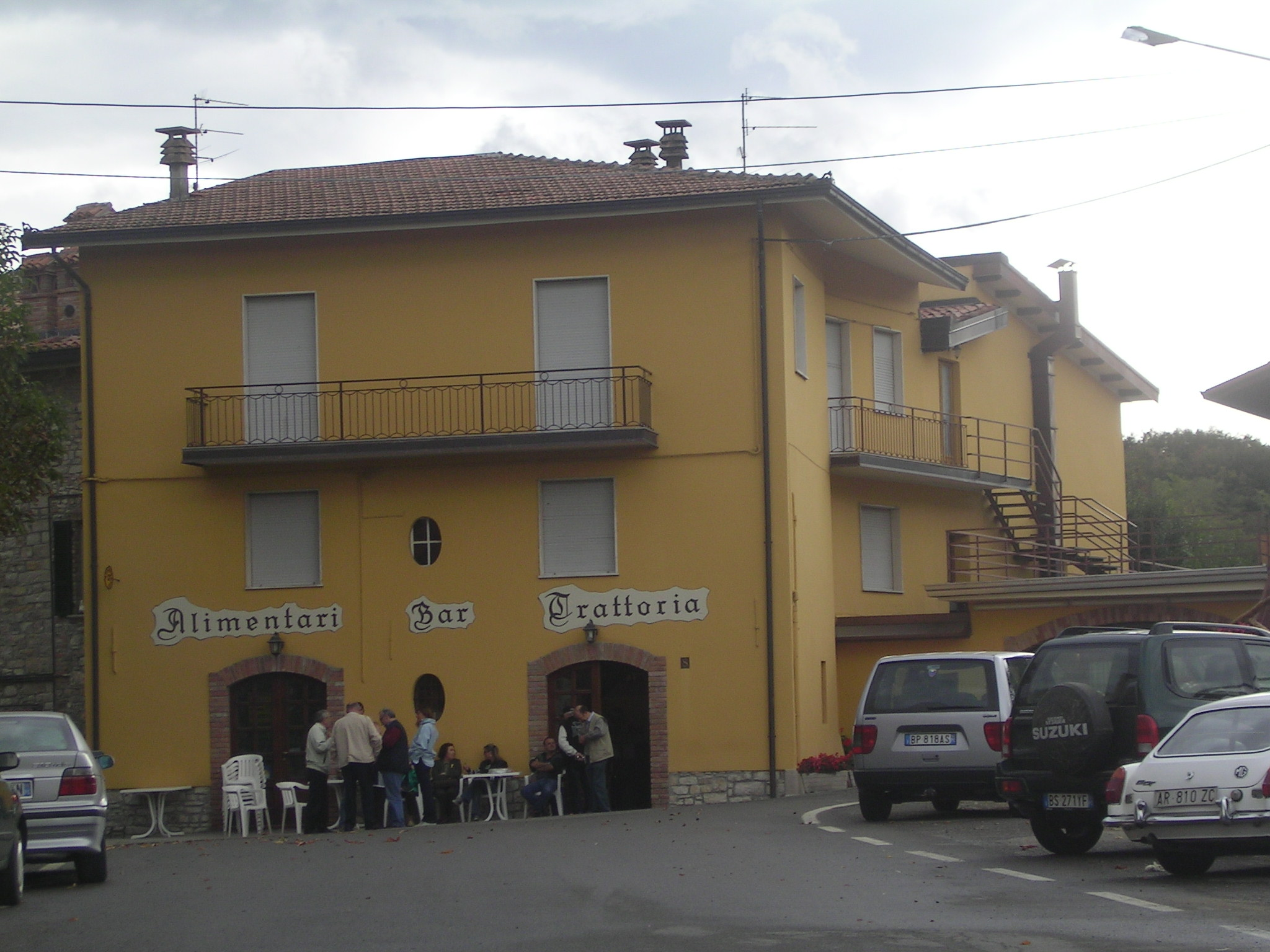
빌리지 센터
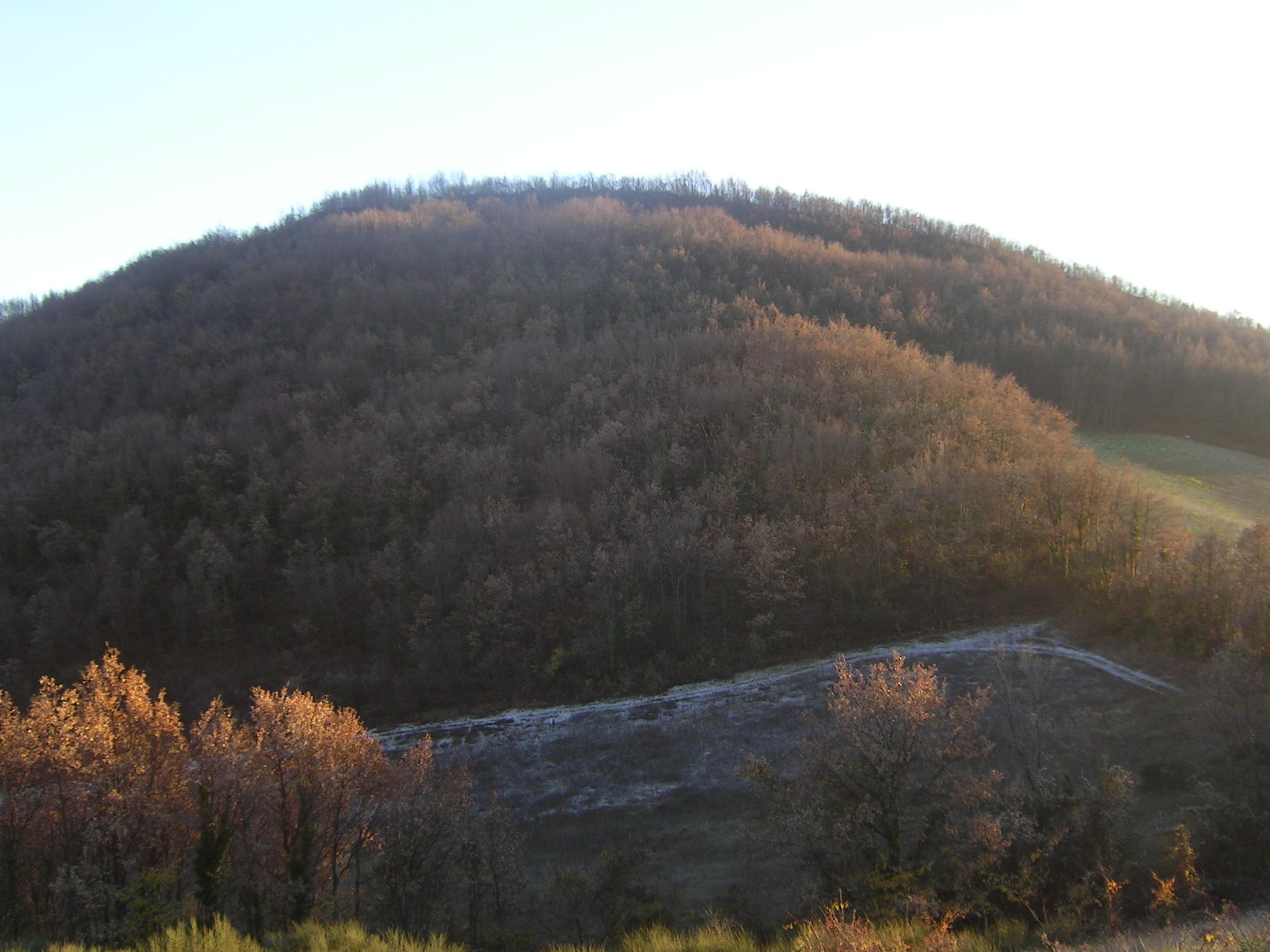
Pillerone산

## 같이 보기
- 피아첸차도